# Унгірлі
Унгірлі́ (каз. Үңгірлі) — село у складі Улитауського району Улитауської області Казахстану. Входить до складу Коргасинського сільського округу.
Населення — 33 особи (2021; 24 у 2009, 108 у 1999, 109 у 1989).
Національний склад станом на 1989 рік:
- казахи — 100 %.